# Richard Leach Maddox
Pour les articles homonymes, voir Maddox.
Richard Leach Maddox (4 août 1816 à Bath – 11 mai 1902 à Southampton) est un photographe et physicien anglais qui inventa le film négatif à base de gélatine et d'halogénure d'argent: le procédé gélatino-argentique.
En 1851, un autre inventeur anglais nommé Frederick Scott Archer, avait inventé un procédé de développement dit de collodion humide. Les résultats étaient alors probants : les photographies ne nécessitaient que deux à trois secondes d'exposition à la lumière.
Mais les films devaient être préparés, exposés, puis développés en un temps très court, car une fois secs, ils devenaient insensibles et, si la prise de vue avait déjà été faite, impossibles à développer.
Bien que les plaques sèches au collodion fussent disponibles à partir de 1855, grâce à Désiré van Monckhoven, ce ne fut qu'à partir du moment, où l'idée de Maddox de créer une plaque sèche de gélatine fut concrétisée qu'ils purent rivaliser avec les plaques humides en termes de rapidité et de qualité.
Après avoir remarqué que les vapeurs de collodion humide (éther) avaient un effet néfaste sur sa santé, il chercha un substitut à celui-ci. Il suggéra dans un article du British Journal of Photography de 1871 que le bromure de cadmium et le nitrate d'argent sensibilisés pourraient être appliqués à une plaque de gélatine, une substance transparente utilisée pour fabriquer des sucreries. Plus tard, Charles Harper Bennett créa la première plaque sèche de gélatine destinée à la vente, longtemps avant que l'émulsion ne puisse être appliquée sur un film en celluloïd.
Les avantages de la plaque sèche étaient évidents : les photographes pouvaient utiliser les plaques sèches commerciales directement sans avoir à préparer leurs propres émulsions dans leur chambre noire. Ainsi, pour la première fois, les appareils photographiques purent être suffisamment petits pour tenir dans la main, et même pour être dissimulés.
Maddox ne breveta pas ce processus et mourut dans la pauvreté. Il reçut la médaille du Progrès de la Royal Photographic Society en 1901.